# Катеринина пісня
«Катеринина пісня» — всеукраїнський сільський фестиваль народної творчості, присвячений пам'яті народної художниці України Катерини Білокур, проводиться з 2012 року щорічно 9 червня, або найближчими вихідними днями на батьківщині художниці — в селі Богданівка Яготинського району Київської області.

## Мета
Фестиваль проводиться з метою популяризації художньої та епістолярної спадщини Народної художниці України К. В. Білокур, відродження духовності українського народу.
В процесі підготовки і проведення фестивалю проводиться пошук, виявлення, дослідження, запис та відтворення на сцені найліпших зразків фольклорно-етнографічного мистецтва (пісень, звичаїв та обрядів), розвитку народних традицій у галузі малярства та інших видів народної творчості.
Проведення фестивалю спонукає до активізації пошукової роботи фольклористів, музейників, викладачів і студентів, учителів та учнів, майстрів декоративно-прикладного мистецтва, творців та виконавців тематичної авторської пісні, самобутніх поетів, художників, композиторів.

## Динаміка розвитку
В 2013 дійство відбувалося просто неба, на літній сцені. Участь взяли 22 фольклорні колективи в різнобарвних українських строях, народні умільці Київщини та вихованці художньої студії села Мархалівка з Васильківщини з виставкою своїх художньо-декоративних виробів — ляльок-мотанок, кераміки, картин.
В 2016 участь взяли вже 30 фольклорних колективів з Київської, Полтавської, Черкаської і Чернігівської областей.

## Ініціатори і організатори
Автори ідеї:
- Борисенко Юрій Григорович − сільський голова села Богданівка,
- Кагарлицький Микола Феодосійович − заслужений діяч мистецтв України, автор біографічних творів про Катерину Білокур, дослідник її творчості;
- Михайлишина Ніна Пилипівна − художній керівник Київського обласного центру народної творчості.
- Осьмак Євдокія Хомівна − начальник відділу культури і туризму Яготинської районної державної адміністрації;
- Слабковська Надія Миколаївна − керівник народного аматорського фольклорно-етнографічного ансамблю «Берегиня» Богданівського сільського будинку культури;

Фестиваль проводиться за підтримки відділу культури та туризму Яготинської районної державної адміністрації, Київського обласного центру народної творчості, меморіального музею-садиби К. В. Білокур, редакції районної газети «Яготинські вісті».

## Умови
Фестиваль проводиться в категоріях: дорослі, молодь, діти.
За номінаціями:
- Первинний фольклор і пісні, обряди (автентичні фольклорні гурти, окремі виконавці).
- Вторинний фольклор (хори, вокальні ансамблі та окремі виконавці з народною манерою співу).
- Авторська пісня, дотична до тематики фестивалю.
- Гра на бандурі.

У рамках фестивалю експонуються роботи художників, вироби народних майстрів. Кращі авторські роботи відзначаються дипломами, грамотами та спеціальними призами.